# Nucor
Nucor Corporation (NYSE : NUE) est une entreprise sidérurgique américaine. Initialement très diversifiée, elle se spécialise au début des années 1970 dans la sidérurgie et devient l'une des plus grandes entreprises sidérurgiques en développant l'aciérie électrique. Elle affirme être le plus grand recycleur d'acier des États-Unis, recyclant jusqu'à 19 millions de tonnes d'acier par année.

## Histoire
En janvier 2007, elle acquiert le groupe canadien Harris Steel Group pour la somme de 1,25 milliard CAD
En septembre 2014, ArcelorMittal et Gerdau vend à Nucor, l'usine sidérurgique Gallatin, située au Kentucky pour 770 millions de dollars.

## Sources
1. ↑  Polygon.io (firme), consulté le 21 février 2021.
2. ↑  « https://www.macrotrends.net/stocks/charts/NUE/nucor/number-of-employees »
3. ↑  « https://finance.yahoo.com/quote/NUE/ »
4. 1 2  Form 10-K (SEC filing).
5. ↑  Harris Steel Group passe aux mains de l'entreprise américaine Nucor, Presse canadienne, 2007-01-02
6. ↑  ArcelorMittal, Gerdau to sell U.S. joint venture to Nucor,  Robert-Jan Bartunek in Brussels and James B. Kelleher, Reuters, 15 septembre 2014